# Lymantria arete
Lymantria arete är en fjärilsart som beskrevs av Fawcett 1915. Lymantria arete ingår i släktet Lymantria och familjen tofsspinnare. Inga underarter finns listade i Catalogue of Life.